# Misumenops gibbosus
Misumenops gibbosus là một loài nhện trong họ Thomisidae.
Loài này thuộc chi Misumenops. Misumenops gibbosus được John Blackwall miêu tả năm 1862.